# Khabarovsk
Khabarovsk (Хабаровск) é a capital e maior cidade do território russo de Khabarovsk, a cerca de 30 km da fronteira chinesa. É a segunda maior cidade do extremo-oriente russo, após Vladivostok. A população da cidade foi estimada em 583 000 habitantes em 2002. 

## Cidades-irmãs
- Niigata, Japão (1965)
- Portland, Estados Unidos (1988)
- Vitória, Canadá (1990)
- Harbin, China (1993)
- Bucheon, Coreia do Sul (2002)
- Sanya, China (2011)
- Chongjin, Coreia do Norte (2011)

## Esporte

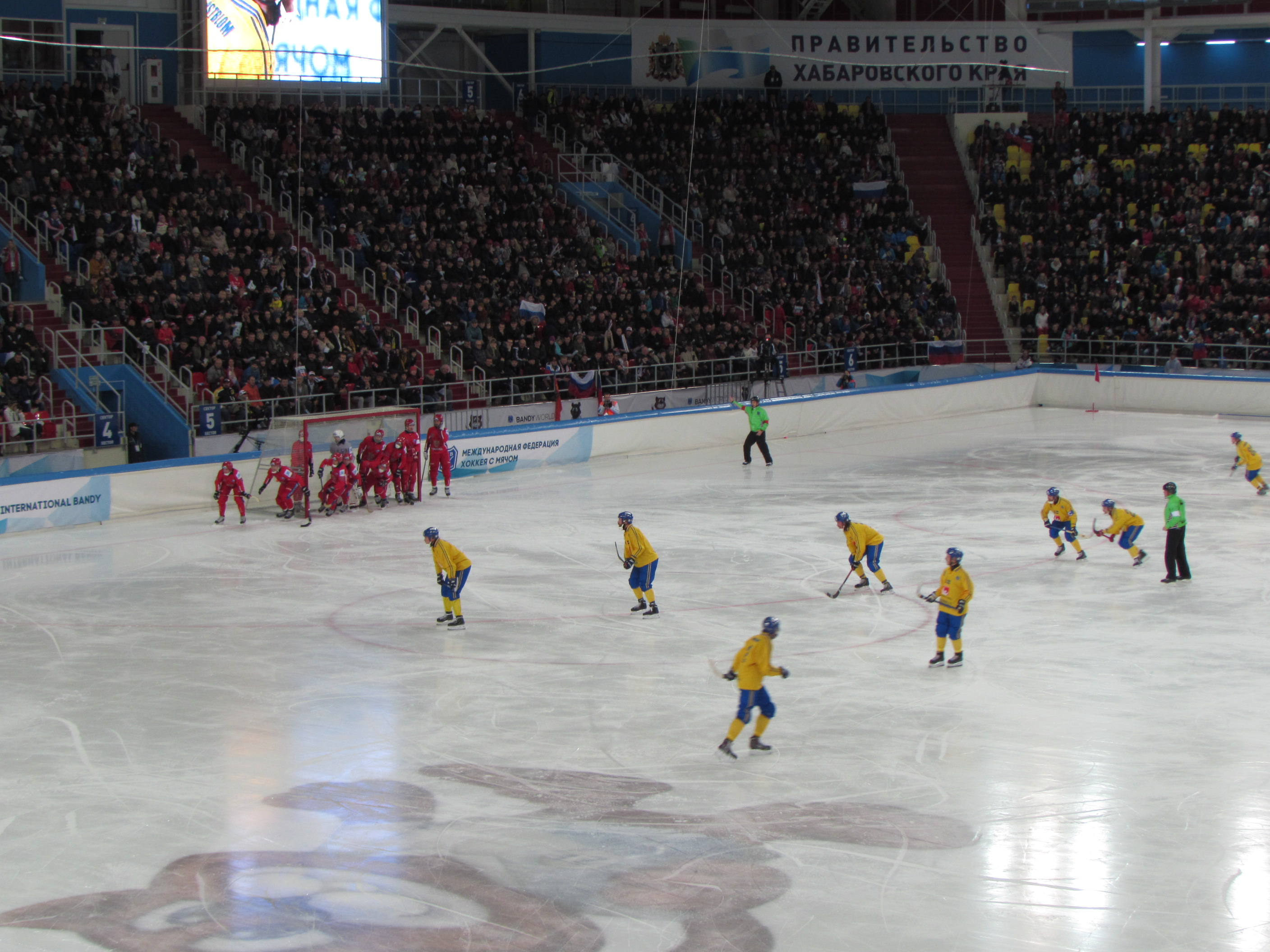
Campeonato Mundial de Bandy em 2015

A cidade de Khabarovsk é a sede do Estádio Lênin e do FC SKA-Energiya Khabarovsk, que participa do Campeonato Russo de Futebol.
Há uma arena coberta para bandy, Arena Yerofey. Foi sediando o Campeonato Mundial em 2015. Vai acontecer de novo em 2018.